# Станнис Баратеон
Станнис Баратеон (англ. Stannis Baratheon) — персонаж серии романов в жанре эпическое фэнтези американского писателя Джорджа Р. Р. Мартина «Песнь льда и огня» и её телевизионной адаптации «Игра престолов». Он второй сын Стеффона Баратеона и Кассандры Эстермонт, а также брат Роберта — лорда Семи королевств, и Ренли — лорда Штормового предела. Он является Лордом Драконьего камня, а после кончины своего старшего брата становится претендентом на Железный трон Вестероса и ключевым участником в последующей Войне пяти королей. Целям Станниса часто мешает нехватка рабочей силы и ресурсов из-за его непопулярности среди других благородных домов. Поэтому он полагается на советы иностранной жрицы Мелисандры и своей правой руки, бывшего контрабандиста Давоса Сиворта, которого он позже назначает Десницей. Станнис часто пытается вырваться из тени двух своих более откровенно харизматичных братьев, особенно Роберта.
Хотя он впервые упоминается в 1996 году в «Игре престолов», Станнис официально появился в «Битве королей» (1998), «Буре мечей» (2000) и «Танце с драконами» (2011). В декабре 2011 года Мартин опубликовал примерную главу из ещё не законченного романа «Ветра зимы», рассказанную с точки зрения Теона Грейджоя, которая подтвердила возвращение Станниса в шестой книге.
Роль Станниса в телевизионной адаптации HBO исполняет британский (английский) актёр Стивен Диллэйн, который получил значительную похвалу от критиков и зрителей за свою игру. Станнис — противоречивый персонаж как среди поклонников книг, так и телешоу, пользующийся как большой популярностью за свою преданность справедливости и свой статус тёмной лошадки, так и оппозицией за его неумолимый настрой к Железному трону. Он получил особое внимание за различия в его характеристиках между романами и шоу, особенно в пятом сезоне.

## Описание персонажа
Станнис Баратеон — младший брат короля Роберта и старший брат Ренли. Он изображён как задумчивый и лишённый чувства юмора человек с суровым, но справедливым чувством долга и справедливости, чьё суровое поведение часто отталкивает по сравнению с двумя его более харизматичными братьями. Он известен как опытный и дальновидный военачальник. Хотя поначалу о нём говорят, что он чрезвычайно упрям и негибок, в более поздних книгах он продемонстрировал способность использовать дипломатию и обман для достижения своих целей.

### Происхождение
Станнис родился вторым из трёх сыновей Стеффона Баратеона и Кассаны Эстермонт, и в юности его постоянно затмевал его старший брат Роберт. Когда Станнису было четырнадцать, он стал свидетелем гибели своих родителей в кораблекрушении у берегов замка Дома Баратеонов в Штормовом пределе, а впоследствии потерял веру в Семерых богов.
Во время Восстания Роберта, подросток Станнис удерживает Штормовой предел в отсутствие Роберта, но большую часть года его осаждают Мейс Тирелл и Пакстер Редвин. Гарнизон Станниса избегает голодной гибели только благодаря контрабандисту Давосу Сиворту, который избегает блокады флотом Редвина, чтобы доставить солдатам Баратеона груз лука и рыбы. Когда Эддард Старк прибывает, чтобы снять осаду, Станнис посвящает Давоса в рыцари в награду за его помощь, но также настаивает на том, чтобы Давосу удалили четыре фаланги пальцев в наказание за годы незаконной контрабанды; Давос соглашается, при условии, что Станнис сам отрубит фаланги пальцев. Впоследствии Станнису поручено построить новый королевский флот для нападения на Драконий камень и захвата острова, но он прибывает и обнаруживает, что дети Эйериса II Таргариена Визерис и новорожденная Дейенерис сбежали. Роберт называет Станниса Лордом Драконьего камня, давая ему контроль над островами залива Черноводной и близлежащим полуостровом Крюк Масси, но Станнис чувствует себя ущемлённым, так как их младший брат Ренли назван Лордом Штормового предела, что даёт ему контроль над всеми Штормовыми землями.
Несколько лет спустя Станнис женится на леди Селисе Флорент, но Роберт запачкал их свадебное ложе, лишив девственности кузину Селисы Делену, что ещё больше оскорбило Станниса. У Станниса и Селисы есть общая дочь Ширен, которая чуть не умерла в младенчестве после того, как заболела серой хворью и осталась изуродованной. Станнис, которого называют мастером над кораблями Роберта, уничтожает Железный флот под командованием Виктариона Грейджоя у Светлого острова во время восстания Грейджоя и возглавляет завоевание Большого Вика, крупнейшего из Железных островов, добавив к своему значительному военному резюме.
В начале романа «Игра престолов» Станнис начинает подозревать, что дети Роберта от Серсеи Ланнистер на самом деле не его. Он подозревает, что Роберт не поверит ни единому его слову, поэтому он делится своими подозрениями с Десницей короля Роберта и доверенным другом, лордом Джоном Арреном. Эти двое обнаруживают нескольких незаконнорожденных детей Роберта в Королевской гавани и начинают собирать доказательства незаконнорожденности детей Серсеи. Джон Аррен соглашается воспитывать своего маленького сына и наследника Роберта Аррена на Драконьем камне. Однако Джон Аррен неожиданно умирает. Станнис подозревает, что Ланнистеры убили Джона Аррена, поэтому он немедленно покидает столицу и отправляется на Драконий камень.

### Внешний вид и характер
Станниса часто описывают как крупного и жилистого мужчину, который возвышается над другими, такими как Давос Сиворт и Джон Сноу, что является чертой Баратеонов. У него нет длинных чёрных волос, как у его братьев, и вместо этого он лысеет, хотя у него коротко подстриженная борода фирменного чёрного цвета Баратеонов. Его лицо описывается как «тугое, как выделанная кожа», с впалыми, изможденными щеками. Аша Грейджой описывает его глаза как «глубокие, запавшие ямы», с мощным взглядом, который наводит на мысль о «железной свирепости».
Наиболее характерными чертами Станниса являются его суровое поведение, неумолимое упрямство и сильное чувство долга и справедливости, последним из которых он славится во всём Вестеросе. Он редко прощает пренебрежение; Джон Сноу однажды заметил, что «Станнис Баратеон с обидой был похож на мастифа с костью; он обглодал её до щепок». Его фирменный тик — скрежет зубов, часто перед лицом неприятных или непредвиденных обстоятельств. Он известный командир, моряк и воин, хотя он лучший тактик, чем боец. Станнис известен своей резкостью и отсутствием такта в социальных ситуациях и чувствует себя неловко в обществе женщин, в том числе своей собственной жены. Он терпеть не может бордели и однажды попытался запретить их в Королевской гавани, что сделало его непопулярным среди тамошних простолюдинов. Он одевается просто в тёмную одежду, и его редко можно увидеть без меча и кинжала. Станниса мучает горечь из-за отсутствия уважения и привязанности, которые проявлял к нему его старший брат король Роберт, и даже в детстве мейстер семьи Баратеонов описывал его как «самого нелюбимого из трёх»; «торжественный и безрадостный» ребёнок, «повзрослевший не по годам». Станнис — атеист, несмотря на влияние красной жрицы Мелисандры.
Хотя Станнис страдает от недостатка поддержки и ресурсов во время Войны пяти королей, его противники, включая Тайвина Ланнистера, часто описывают его как самого опасного противника-претендента. Прежде всего, он характеризуется своим бесстрашным и бескомпромиссным стремлением к справедливости и долгу — Варис описывает его так: «Его претензии являются истинными, он известен своей доблестью как боевой командир, и он совершенно беспощаден. На земле нет существа и вполовину столь ужасного, как истинно справедливый человек».

## Сюжетные линии

Личное знамя Станниса Баратеона

### Романы
Станнис не является ПОВ-персонажем в романах, поэтому его действия наблюдаются и интерпретируются глазами других людей, преимущественно Давоса Сиворта и Джона Сноу, а позже Аши и Теона Грейджоев.

#### «Игра престолов»
Когда Роберт отправляется в Винтерфелл, чтобы назначить Эддарда своей новой десницей, Станнис бежит на Драконий камень со своими войсками, включая большую часть королевского флота. Станнис подозревает Серсею в причастности к смерти Джона Аррена. Позже выясняется, что истинной виновницей была жена Джона Лиза, которую убедил отравить мужа её любовник Петир Бейлиш. Эддард продолжает расследование Станниса и Джона и обнаруживает, что дети Серсеи являются результатом её кровосмесительной связи с её братом-близнецом Джейме Ланнистером. После смерти Роберта Эддард пытается заменить предполагаемого наследника Роберта, Джоффри Баратеона, Станнисом, но проигрывает политическую борьбу против Ланнистеров и его казнят.

#### «Битва королей»
Станнис делает красную жрицу Мелисандру своей советницей, которая считает, что Станнис — реинкарнация Азора Ахая, мессианской фигуры в её вере. Станнис объявляет себя единственным истинным королём; однако большинство знаменосцев Баратеонов поддерживают притязания его младшего и более харизматичного брата Ренли, как и могущественный Дом Тиреллов из-за брака Ренли с Маргери Тирелл. Станнис пытается договориться с Ренли, предлагая ему шанс стать его наследником, что Ренли отвергает, планируя использовать своё численное превосходство, чтобы уничтожить армию Станниса на следующий день. Однако Ренли неожиданно убивает живая тень, вызванная Мелисандрой, использующей жизненную силу Станниса. После его гибели многие знаменосцы Ренли немедленно присягают на верность Станнису, хотя Тиреллы встают на сторону Ланнистеров из-за их предложения выдать Маргери замуж за Джоффри. Защитница Ренли Бриенна Тарт клянётся отомстить за его смерть, убив Станниса, но Кейтилин Старк отговаривает её от этого.
Теперь, вооружившись самыми сильными армией и флотом в Вестеросе, Станнис пытается захватить столицу Королевскую гавань морем, но многие из его людей погибают, когда Тирион Ланнистер взрывает банки с диким огнём в реке Черноводной и сжигает большую часть его флота. Силы Станниса всё ещё почти претендуют на победу, но подкрепления Ланнистеров и Тиреллов прибывают вовремя, чтобы прогнать людей Станниса из Королевской гавани. Однако с помощью Ролланда Шторма, Бастарда из Ночной песни, Станнис сбегает на Драконий камень, чтобы сразиться в другой раз.

#### «Буря мечей»
Станнис отступает на Драконий камень с тем, что осталось от его флотилии и армии. Он заключает в тюрьму лорда Алестера Флорента, одного из дядей своей жены, за попытку предложить Ланнистерам условия капитуляции. Другой дядя Селисы, сир Акселл Флорент, кастелян Драконьего камня, стремится стать Десницей короля Станниса. Он предлагает план нападения на Коготь-остров в отместку за то, что лорд Селтигар преклонил колено перед Джоффри, но Давос высмеивает нападение на этот беззащитный остров как зло. За этот честный совет Станнис называет Давоса своим новым десницей. Мелисандра велит Станнису сжечь Эдрика Шторма, одного из бастардов Роберта, в жертву, чтобы поднять драконов из Драконьего камня. Станнис не согласен с тем, чтобы сжечь своего племянника, но использует кровь Эдрика, собранную тремя пиявками, чтобы проклясть враждующих королей: Бейлона Грейджоя, Джоффри Баратеона и Робба Старка. После того, как гибель Джоффри, Бейлона и Робба, похоже, доказала силу королевской крови, Станнис подумывает о том, чтобы пожертвовать Эдриком. Давос тайно переправляет Эдрика с Драконьего камня в вольные города, а затем убеждает Станниса отплыть на Север и спасти Ночной дозор от армии одичалых.
После того, как Мелисандра сжигает Алестера Флорента в жертву Р’глору, чтобы обеспечить благоприятные ветры, Станнис берёт большую часть своей оставшейся армии и плывёт на север к Стене, чтобы ослабить угрозу Одичалых Чёрному замку. Внезапное прибытие Станниса к Стене застаёт врасплох Манса-Налётчика, Короля-за-Стеной, и его кавалерия разгромила всё войско Одичалых с небольшими потерями. После этого он остаётся в Чёрном замке, чтобы договориться об урегулировании вопроса о заключённых Одичалых, и предлагает узаконить незаконнорожденного сына Эддарда Старка Джона Сноу в качестве нового лорда Винтерфелла, если Джон присягнёт ему на верность и присоединится к борьбе против Дома Болтонов и его союзников. Несмотря на искушение, Джон отклоняет предложение, поскольку он дал клятву, обязывающую его служить Ночному дозору, и не хочет, чтобы богороща Винтерфелла была сожжена Мелисандрой. Позже Станнис давит на Ночной дозор, чтобы закончить выборы нового лорда-командующего, и Джон в конечном итоге избирается благодаря тайному лоббированию Сэмвелла Тарли.

#### «Пир стервятников» и «Танец с драконами»
Станнис посылает воронов в северные дома с просьбой о поддержке от имени законного короля, но только Дом Карстарков и небольшая фракция Дома Амберов клянутся в верности. Станнис сжигает Манса-Налётчика на костре, и большинство Одичалых в конечном итоге преклоняют колено перед Станнисом, хотя Станнис не знает, что Мелисандра использовала магию крови, чтобы замаскировать Манса под его лейтенанта, Костяного лорда, и наоборот. Чтобы сплотить северные дома на свою сторону, Станнис намерен атаковать замок Дома Болтонов Дредфорт с помощью Арнольфа Карстарка, кастеляна Кархолда. На самом деле Арнольф работает с Болтонами, надеясь заманить Станниса в ловушку и казнить своего внучатого племянника Харриона Карстарка (который является наследником Кархолда и захвачен Домом Ланнистеров в качестве заложника), чтобы его ветвь семьи могла взять под контроль Кархолд. Джон Сноу, однако, советует Станнису вместо этого отправиться на запад и напасть на захватчиков Железнорождённых, чтобы он мог сплотить северных лордов на западном побережье и северные горные кланы. В обмен Джон хочет заполучить пленных Одичалых, чтобы укрепить оборону Стены. Станнис принимает совет Джона и побеждает Железнорождённых, удерживающих Темнолесье, и берёт в плен Ашу Грейджой. Он восстанавливает замок для Дома Гловеров, тем самым завоёвывая их поддержку и поддержку соседнего Дома Мормонтов. Затем он идёт на Винтерфелл, чтобы противостоять Болтонам, к нему присоединяются люди Арнольфа Карстарка и Морса Амбера, но его армию подстерегают сильные снегопады, и он вынужден разбить лагерь в небольшой деревне фермеров в трёх днях пути от Винтерфелла.
Некоторое время спустя Джон Сноу получает письмо, якобы написанное Рамси Болтоном, в котором утверждается, что Станнис был побеждён и убит, хотя неизвестно, насколько это письмо правдиво и было ли оно вообще написано Рамси. Джордж Р. Р. Мартин подтвердил фанату в 2015 году, что в книгах Станнис всё ещё жив.

#### «Ветра зимы»
В декабре 2011 года Мартин опубликовал примерную главу из ещё не законченной шестой книги «Ветра зимы», рассказанную с точки зрения Теона Грейджоя, в которой Станнис активно и эффективно готовится к надвигающейся битве против альянса Болтонов и Фреев. Он получает кредит, подписав контракт на кровь с браавосийским банкиром Тихо Несторисом, чей конвой сумел найти армию Станниса, и планирует немедленно отправить Тихо обратно на Стену для безопасности. Тихо также принёс с собой сообщение от Джона Сноу, информирующее Станниса о планируемом предательстве Арнольфа Карстарка, после чего Станнис арестовал Арнольфа, его сына Артора и трёх его внуков и планирует казнить их. Он также подчинил Тибальда, мейстера Дредфорта, который из страха признаётся, что уже раскрыл Болтонам позицию Станниса в Винтерфелле.
Затем Станнис посылает сира Джастина Масси сопроводить Тихо и сбежавшую «Арью Старк» обратно в Чёрный замок, чтобы воссоединить её с Джоном Сноу, в благодарность за совет Джона собрать северные горные кланы. Затем Масси должен отправиться в Браавос и воспользоваться кредитом Железного банка, чтобы нанять двадцать тысяч наёмников для Станниса. Станнис говорит Масси, что в случае сообщения о его смерти, даже если эта новость неверна, Масси должен выполнить приказ о том, чтобы посадить свою дочь Ширен на Железный трон.
Затем Станнис допрашивает Теона для получения информации о военной мощи Болтонов. Когда Теон насмехается над тем, что он недостаточно серьёзно относится к Рамси, Станнис уверенно показывает, что у него уже есть план сражения, чтобы использовать местность против наступающей армии Фреев. Затем Станнис принимает Ашу Грейджой и сообщает ей, что её брат Теон должен быть казнён, так как проявление к нему милосердия означало бы потерю всех северян. Чтобы избавить Теона от агонии гибели от сожжения, Аша умоляет Станниса лично обезглавить его перед чардревом по традиции северян.

### Телеадаптация

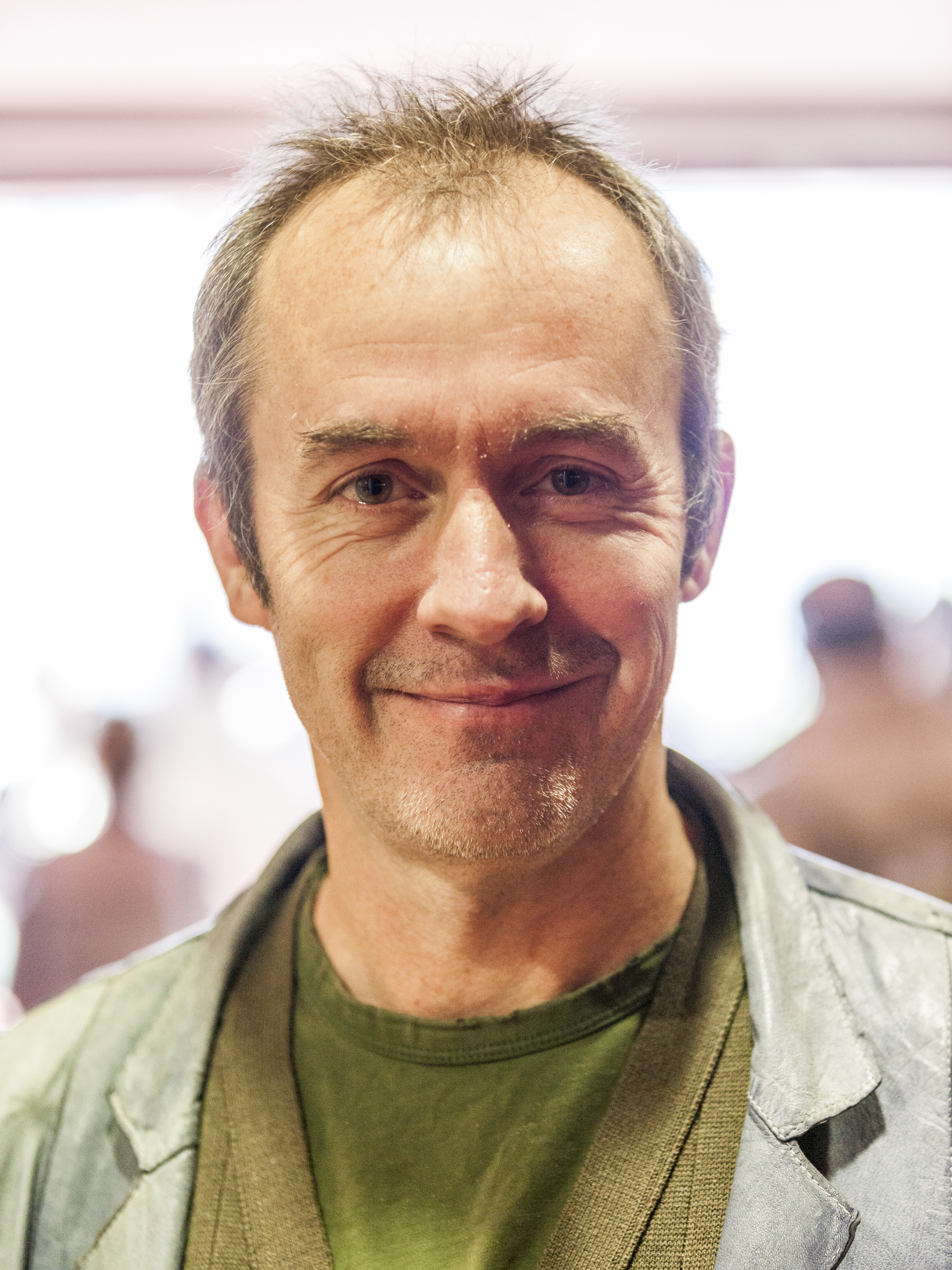
Стивен Диллэйн исполняет роль Станниса Баратеона в телесериале.

Роль Станниса Баратеона исполняет Стивен Диллэйн в телевизионной адаптации серии книг.

#### 2-й сезон

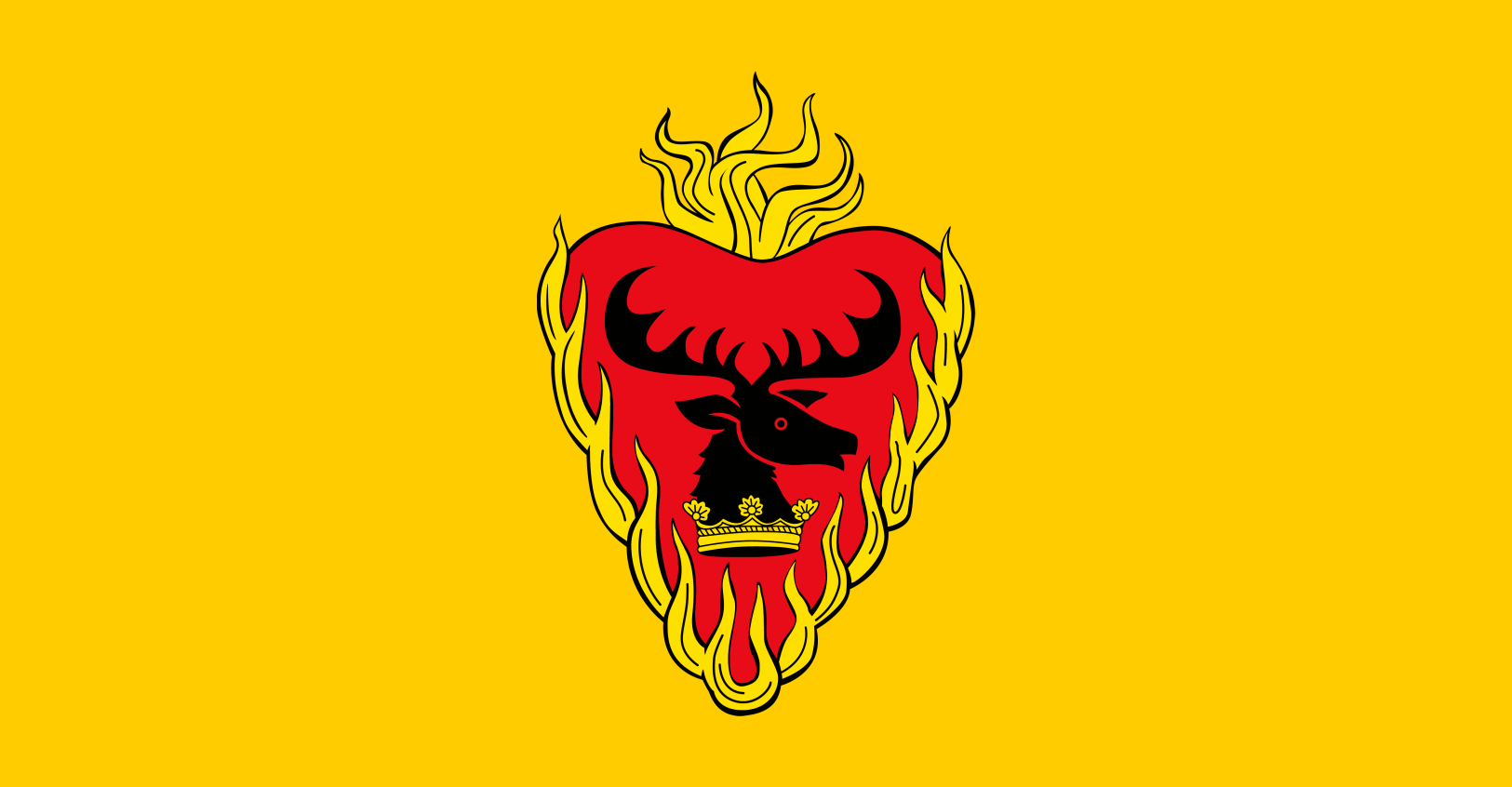
Личное знамя Станниса в телесериале.

Мелисандра жрица Р’глора, становится советницей Станниса которая верит, что Станнис — реинкарнация легендарного героя из её религии. После смерти Роберта Станнис объявляет себя истинным наследником Железного трона, поскольку дети Серсеи — бастарды, рождённые в результате кровосмешения. Однако большинство знаменосцев Баратеонов поддерживают притязания более молодого, но гораздо более харизматичного Ренли. Станнис противостоит Ренли и предлагает сделать его своим наследником, если он поддержит его, но Ренли отказывается, используя переговоры только как возможность поиздеваться над своим братом и намереваясь убить Станниса в бою на следующий день. Мелисандра, соблазнившая Станниса, рожает ребёнка-тень с лицом Станниса, который убивает Ренли, и многие знаменосцы Ренли немедленно клянутся в верности Станнису. Затем он атакует Королевскую гавань, проплывая по заливу Черноводной. Силы Станниса пробивают стены, но из-за использования Тирионом Ланнистером дикого огня и прибытия в последнюю минуту подкреплений Тиреллов и Тиреллов, он побеждён. Тем не менее, Мелисандра убеждает его продолжить сражаться, и он ещё больше убеждается в её магии, когда она показывает ему видение битвы в огне.

#### 3-й сезон
Станнис приобретает одного из бастардов Роберта, Джендри, у Братства без знамён и планирует пожертвовать им, чтобы продолжить свой путь к Железному трону. После того, как Давос Сиворт усомнился в его действиях, Станнис вытащил трёх пиявок с кровью Джендри и бросил их в огонь, призывая к смерти Робба Старка, Бейлона Грейджоя и Джоффри Баратеона. После известия об убийстве Робба Давос освобождает Джендри, чтобы не дать ему быть принесённым в жертву. Впоследствии Станнис приговаривает Давоса к смерти, но на него влияет Мелисандра, которая призывает его отправиться на Север, чтобы помочь Ночному дозору против Белых ходоков и вихтов, выходящих из-за Стены.

#### 4-й сезон
Станнис слышит о смерти Джоффри и снова отчитывает Давоса за то, что он освободил Джендри и не нашёл ему подходящую армию, что побудило Давоса написать в Железный банк Браавоса от имени Станниса, чтобы помочь оплатить армию. Железный банк почти отказывает Станнису в просьбе, но Давосу удаётся убедить их, что Станнис — единственный, к кому они могут обратиться, поскольку Тайвин Ланнистер приближается к старости. Станнис и его армия прибывают к Стене вскоре после битвы при Чёрном замке, прерывая переговоры между Джоном Сноу и Мансом-Налётчиком и сокрушая силы одичалых. Станнис узнаёт, что Джон — сын Неда Старка, и по совету Джона помещает Манса и его людей под арест. Позже он присутствует на похоронах братьев Ночного дозора, погибших во время битвы за Чёрный замок.

#### 5-й сезон
Станнис начинает планировать отвоевать Север у Русе Болтона и его дома, надеясь завербовать армию одичалых Манса, если Манс преклонит перед ним колено. Манс отказывается, и Станнис сжигает его на костре. Станнис предлагает узаконить Джона как Старка, чтобы завоевать лояльность северян, которые отказываются признавать Станниса своим королём, но Джон решает остаться верным своим клятвам Ночному дозору. Станнис идёт на Винтерфелл, но его армия задерживается из-за сильной метели. В хаосе Рамси Болтон и его люди проникают в лагерь Станниса и уничтожают все припасы и лошадей. Мелисандра убеждает сопротивляющегося Станниса пожертвовать Ширен, чтобы обеспечить победу. Хотя метель утихает, половина армии Станниса покидает его, Селиса совершает самоубийство из чувства вины, а Мелисандра бежит в Чёрный замок. Станнис решает завершить марш пешком. Когда его армия прибывает в Винтерфелл, она быстро разбивается кавалерийской атакой во главе с Рамси Болтоном. Станнис выживает в битве, но сталкивается с Бриенной Тарт, бывшим членом королевской гвардии Ренли. Станнис признаётся в убийстве Ренли с помощью магии крови, и Бриенна казнит его, говоря Станнису, что убивает его во имя «законного» короля Ренли.

### Реакция критиков
Британский актёр Стивен Диллэйн получил положительные отзывы за свою роль Станниса Баратеона, особенно в пятом сезоне. В своей рецензии на «Сынов гарпии» Сара Хьюз из «The Guardian» написала: «Стивен Диллэйн всегда замечательно показывал нам суть этого жёсткого, сложного человека». Его выступление в том же эпизоде также получило положительные отзывы от Vulture. Харри Сарджент из Hypable написала: «Стивен Диллэйн всегда был одним из самых классных актёров в шоу, и его последние минуты в роли Короля, Который Почти Был, были как никогда впечатляющими». В своем обзоре на «Милосердие Матери» Меган О’Киф из Decider написала: «Нравится вам Станнис или нет, вы должны признать, что Стивен Диллэйн выступил с монументальным выступлением в этом сезоне». Синди Дэвис из Pajiba написала: «После, казалось бы, бессмысленной смерти Ширен, это свидетельство феноменальных навыков Стивена Диллэйна, что мы могли чувствовать что-либо вообще к человеку, который видел, как его дочь сгорела заживо». Ник Стейнберг из Goliath написал: «Заслуга Стивена Диллэйна в его исполнении, особенно в этих последних нескольких эпизодах, где ему пришлось передать форму мрачной трагедии, которая эффективно передала падение персонажа». Со своей стороны, Диллэйн выразил опасения по поводу своего выступления, сказав газете «The Times»: «Я не знал, что я делал, пока мы не закончили снимать, и это было слишком поздно. Ущерб был нанесён. Я думал, что никто не поверит в меня, и к концу я был довольно подавлен. Я чувствовал, что построил замок на несуществующем фундаменте».